# Давыдково (Дмитровский городской округ)
Давыдково — деревня в Дмитровском районе Московской области, в составе сельского поселения Куликовское. До 2006 года Давыдково входило в состав Куликовского сельского округа.

## Расположение
Деревня расположена в северо-западной части района, примерно в 13 км к северо-западу от Дмитрова, на правом берегу канализированной реки Пешноша (правый приток Яхромы), высота центра над уровнем моря 128 м. Ближайшие населённые пункты — на севере Клюшниково и Тимофеево, на северо-западе — Куликово.

## Население
| 2002 | 2006 | 2010 |
| ---- | ---- | ---- |
| 14   | ↘12  | ↗17  |